# Rothia powelli
Rothia powelli is een vlinder uit de familie uilen (Noctuidae). De wetenschappelijke naam van deze soort is voor het eerst geldig gepubliceerd in 1909 door Oberthür.
De soort komt voor in tropisch Afrika.